# Morte de Nicola Bulley
Em 27 de janeiro de 2023, a britânica Nicola Bulley desapareceu de St Michael's on Wyre em Lancashire, Reino Unido. A polícia de Lancashire afirmou que não havia evidências de atividade suspeita ou envolvimento de terceiros no desaparecimento, e sua principal hipótese de trabalho é que Bulley teria caído no rio Wyre. Apesar de uma busca contínua que incluiu mergulhadores da polícia, helicópteros, cães farejadores e drones, nenhum vestígio de Bulley foi encontrado.

## Fundo
Nicola Jane Bulley, de 45 anos, nasceu em Essex e mudou-se para Lancashire no final dos anos 1990. Ela tem duas filhas com seu companheiro de 44 anos e sua família é dona de um cão da raça springer spaniel marrom chamado Willow. Eles vivem no bairro de Inskip. Nicola Bulley trabalhava como consultora de hipotecas. Bulley sofria de problemas relacionados ao álcool e à menopausa. A polícia compareceu à casa de Bulley em 10 de janeiro para responder a uma "preocupação com o seu bem-estar".

## Desaparecimento
Na sexta-feira, 27 de janeiro de 2023, Bulley dirigiu de sua casa para um vilarejo próximo de St Michael's on Wyre, onde, depois de deixar suas filhas, de 6 e 9 anos, na escola por volta das 08:40 GMT, ela caminhou com seu cachorro ao longo do rio Wyre.
Às 08h53, Bulley enviou um e-mail para o empregador dela. Às 08h57 ela enviou uma mensagem para um amigo para combinar um encontro de suas filhas naquela semana. Ela então entrou em uma chamada do Microsoft Teams às 09h01, mantendo a câmera e o microfone do telefone desativados.
Ela foi vista pela última vez aproximadamente às 09:10 no campo mais alto, andando com o cachorro fora da guia. Às 09h20, acreditava-se que o telefone de Bulley estivesse nas proximidades de um banco à beira do rio no campo mais baixo.  Às 09:30, a chamada do Microsoft Teams foi encerrada por seu organizador.
Às 09h33, um transeunte encontrou o celular de Bulley em cima de um banco, ainda conectado à reunião encerrada. O cachorro, Willow, foi encontrado sozinho perto do local e não mostrava sinais de ter estado no rio. A coleira do cachorro foi encontrada no chão entre o banco e o rio.

## Investigação
Após o relato do desaparecimento de Bulley, a polícia de Lancashire imediatamente classificou Bulley em "alto risco" por causa do que descreveu como "vulnerabilidades específicas". Essas vulnerabilidades foram posteriormente esclarecidas como "problemas significativos com o álcool, causados por suas lutas contínuas com a menopausa". Essa classificação aumentou a prioridade e os recursos atribuídos à investigação.
Buscas no rio e na margem do rio de St Michael's on Wyre até o mar não encontraram nada que pudesse ajudar. Em 3 de fevereiro, a polícia de Lancashire afirmou acreditar que as circunstâncias do desaparecimento de Bulley não eram suspeitas, criminosas e não envolviam terceiros. A especulação da polícia de que Bulley havia caído no rio Wyre foi recebida com críticas e ceticismo por muitas pessoas, incluindo a família e amigos de Bulley, que afirmaram que a especulação não teria evidências convincentes. O superintendente da Polícia de Lancashire reiterou que esta era a hipótese de trabalho da força policial, e eles estavam "tão certos quanto [eles] poderiam estar" de que Bulley não havia deixado a área.
A busca envolveu mergulhadores da polícia, um helicóptero, cães farejadores e drones, e contou com a ajuda da Guarda Costeira, resgatistas em montanhas e equipes de bombeiros. Membros da comunidade ajudaram nas buscas e a polícia pediu à comunidade que procurasse as roupas de Bulley, incluindo um colete acolchoado preto, um casaco Engelbert Strauss preto e botas de cano curto Wellington verdes. Ela estava usando seu relógio inteligente Fitbit, mas sua última sincronização de dados foi anterior ao seu desaparecimento e inútil para a investigação.
Em uma coletiva de imprensa realizada em 15 de fevereiro pelo subchefe de polícia Peter Lawson e pela detetive superintendente Rebecca Smith, a polícia de Lancashire afirmou que não havia evidências de atividade criminosa nem de envolvimento de terceiros no desaparecimento de Bulley. Smith criticou os usuários de redes sociais como o TikTok, que visitaram a área "[brincando de] detetives particulares "; ela afirmou que informações falsas, especulações e boatos prejudicaram a investigação policial e afetaram adversamente a família de Bulley. Mais tarde, no mesmo dia, a polícia de Lancashire esclareceu os comentários na conferência referindo-se às "vulnerabilidades específicas" de Bulley e também afirmou que a polícia atendeu a um chamado de preocupação com o bem-estar em sua casa em 10 de janeiro. A revelação da polícia sobre os detalhes de saúde de Bulley foi criticada. A secretária do Interior, Suella Braverman, pediu à polícia que explicasse essa decisão, e Vera Baird comentou que se divulgar os detalhes poderia ajudar na busca, isso deveria ter sido feito imediatamente, e afirmou que era um exemplo de sexismo; outros críticos incluíram as MPs Stella Creasy e Alicia Kearns . A estratégia de mídia da Polícia de Lancashire como um todo foi criticada por ter encorajado boatos e especulações.
Peter Faulding, chefe de uma equipe de mergulhadores envolvidos na busca, descreveu o desaparecimento de Bulley como "estranho", dizendo que em seus 20 anos de carreira ele "nunca tinha visto algo tão raro". Após uma extensa busca no rio Wyre, a equipe subaquática que procurava por Bulley desistiu da operação acreditando que ela não estava no trecho do rio onde os detetives acreditavam que ela havia caído. Faulding disse que sua equipe não conseguiu localizá-la na área do rio Wyre, afirmando: "Essa área é completamente negativa - não há sinal de Nicola nessa área. O foco principal será a investigação policial rio abaixo, que desemboca no estuário. Se Nicola estivesse naquele rio, eu a teria encontrado – isso eu garanto – e ela não está naquele trecho do rio.” Faulding acreditava que era improvável que Bulley tivesse sido arrastada para o mar, acrescentando: "Minha opinião pessoal é que acho que temos um longo caminho a percorrer em um rio de maré." Em 9 de fevereiro, a busca foi modificada para Morecambe Bay, na foz do rio Wyre.